# غاري سيمبسون (لاعب كرة قدم)
غاري سيمبسون (بالإنجليزية: Gary Simpson)‏ (11 أبريل 1961 بشفيلد في المملكة المتحدة - ) هو مدرب كرة قدم ولاعب كرة قدم بريطاني في مركز الوسط. شارك مع منتخب إنجلترا لكرة القدم C ‏. أما مع النوادي، فقد لعب مع ستوك سيتي ونادي هايد إف سي ونادي غاينسبورو ترينيتي وستافورد رينجرز ونادي ألترينتشام وأرنولد تاون ونادي ويموث ونادي بوسطن يونايتد.